# Wheeler Dealers France
Pour les articles homonymes, voir Wheeler Dealers.
Wheeler Dealers France est une émission de télévision française animée par Gerry Blyenberg et Aurélien Letheux. Diffusée sur RMC Découverte depuis le 10 octobre 2016, c'est l'adaptation de l'émission britannique Wheeler Dealers : Occasions à saisir. Le principe de l'émission consiste à acquérir une voiture d'occasion à bas prix et d'en faire la restauration, afin d’en faire un bénéfice à la revente.

## Production

### Lancement
En 2016, la société de production Pernel Media acquiert les droits de Wheeler Dealers pour produire une version entièrement française, première adaptation étrangère de l'émission. Le programme, qui prend le nom de Wheeler Dealers France, est diffusé pour la première fois sur RMC Découverte le 10 octobre 2016.
Le négociateur automobile est Gerry Blyenberg et le mécanicien est Aurélien Letheux,.

### Principe
Le principe est le même que celui de l'émission originale. Gerry Blyenberg gère la partie commerciale tandis que Aurélien Letheux s'occupe de la mécanique. Gerry Blyenberg achète un véhicule ancien au prix le plus bas et Aurélien Letheux travaille dessus tout en limitant les dépenses afin d'assurer le bénéfice le plus important possible à la revente.
Les véhicules sélectionnés ont en général au moins une vingtaine d'années. La voiture la plus récente présentée dans l'émission est une BMW M5 E60 de 2006 (saison 8) et la plus ancienne une Ford T de 1920 (saison 5)[source secondaire souhaitée].

## Saisons

### Saison 1
La première saison compte 10 épisodes,. Elle a été diffusée les lundis en première et deuxième parties de soirée, du 10 octobre au 7 novembre 2016 sur RMC Découverte.
La première saison a rassemblé en cumulé 2,5 millions de téléspectateurs. Diffusé en prime-time, le premier épisode a rassemblé 382 000 téléspectateurs en moyenne, avec un pic d'audience à 670 000 téléspectateurs. L'épisode 7 (Renault Super 5 GT Turbo), a établi le premier record d'audience avec 465 000 télespectateurs
| Première diffusion | Constructeur | Modèle             | Pays |
| ------------------ | ------------ | ------------------ | ---- |
| 10 octobre 2016    | Citroën      | 2 CV               |      |
| 10 octobre 2016    | BMW          | M3 E36             |      |
| 17 octobre 2016    | Alpine       | A310 V6            |      |
| 17 octobre 2016    | Austin       | Mini 850           |      |
| 24 octobre 2016    | Peugeot      | 504 Coupé          |      |
| 24 octobre 2016    | Mazda        | MX5 (NA)           |      |
| 31 octobre 2016    | Renault      | Supercinq GT Turbo |      |
| 31 octobre 2016    | Jeep         | Wrangler           |      |
| 7 novembre 2016    | Jaguar       | XJS V12            |      |
| 7 novembre 2016    | Alfa Romeo   | Alfetta GTV        |      |

### Saison 2
Le nombre d'épisodes passe de 10 à 12 à partir de cette saison, mais le créneau de diffusion reste inchangé. Elle a été diffusée du 9 octobre au 13 novembre 2017 sur RMC Découverte.
Lors de la soirée d'ouverture, le premier épisode a rassemblé 487 000 téléspectateurs pour la Renault 4, le second épisode a enregistré 433 000 téléspectateurs pour la Range Rover Classic V8.

#### Invités
- Mike Brewer (épisode 1, Renault 4L)
- Sébastien Loeb (épisode 3, Peugeot 205 GTi)[13]
- Jean Ragnotti (épisode 5, Alpine A110)

| Première diffusion | Constructeur  | Modèle             | Pays |
| ------------------ | ------------- | ------------------ | ---- |
| 9 octobre 2017     | Renault       | 4L                 |      |
| 9 octobre 2017     | Range Rover   | Classic V8         |      |
| 16 octobre 2017    | Peugeot       | 205 GTI            |      |
| 16 octobre 2017    | Volkswagen    | Combi Westfalia T2 |      |
| 23 octobre 2017    | Alpine        | A110               |      |
| 23 octobre 2017    | Mercedes-Benz | 250 SE             |      |
| 30 octobre 2017    | Fiat          | Panda 4x4          |      |
| 30 octobre 2017    | Ford          | Mustang Cabriolet  |      |
| 6 novembre 2017    | Citroën       | DS 20 Pallas       |      |
| 6 novembre 2017    | Porsche       | 944                |      |
| 13 novembre 2017   | Peugeot       | 304 Cabriolet      |      |
| 13 novembre 2017   | Lancia        | Flavia Coupé       |      |

### Saison 3
La troisième saison (12 épisodes) a été diffusée du 8 octobre au 5 novembre 2018 sur RMC Découverte.
Elle a rassemblé en moyenne 526 000 téléspectateurs soit 2,2 % de part d'audience. L'épisode de la Lancia Delta Integrale HF a établi un nouveau record d'audience pour l'émission avec 513 000 téléspectateurs en moyenne.

#### Invité
- Mike Brewer (épisode 1, Jaguar Type E)

| Première diffusion | Constructeur | Modèle                       | Pays |
| ------------------ | ------------ | ---------------------------- | ---- |
| 1er octobre 2018   | Jaguar       | Type E                       |      |
| 1er octobre 2018   | Renault      | 4CV                          |      |
| 8 octobre 2018     | Volkswagen   | Golf 2 GTI                   |      |
| 8 octobre 2018     | MG           | MGB                          |      |
| 15 octobre 2018    | Citroën      | 2CV fourgonnette             |      |
| 15 octobre 2018    | Lancia       | Delta Intégrale HF Evolution |      |
| 22 octobre 2018    | Ferrari      | 308 GTSi                     |      |
| 22 octobre 2018    | Honda        | NSX                          |      |
| 29 octobre 2018    | Volkswagen   | Coccinelle                   |      |
| 29 octobre 2018    | BMW          | 323i E21                     |      |
| 5 novembre 2018    | Peugeot      | 404                          |      |
| 5 novembre 2018    | Land Rover   | Serie 1                      |      |

### Saison 4
La quatrième saison (12 épisodes) a été diffusée du 14 novembre 2019 au 19 décembre 2019 sur RMC Découverte. Son jour de diffusion passe du lundi au jeudi .

#### Invité
- Magnus Walker (en) (épisode 5, Porsche 911)

| Première diffusion | Constructeur | Modèle           | Pays |
| ------------------ | ------------ | ---------------- | ---- |
| 14 novembre 2019   | Renault      | Caravelle        |      |
| 14 novembre 2019   | Audi         | Quattro          |      |
| 21 novembre 2019   | Chevrolet    | Corvette C2      |      |
| 21 novembre 2019   | Renault      | 8 Gordini        |      |
| 28 novembre 2019   | Porsche      | 911 (911)        |      |
| 28 novembre 2019   | Alfa Romeo   | Giulia GT Junior |      |
| 5 décembre 2019    | Renault      | Clio 1 Williams  |      |
| 5 décembre 2019    | Subaru       | Impreza          |      |
| 12 décembre 2019   | Peugeot      | 203              |      |
| 12 décembre 2019   | Toyota       | Land Cruiser     |      |
| 19 décembre 2019   | Ford         | Capri            |      |
| 19 décembre 2019   | Maserati     | 4200 GT          |      |

### Saison 5
La cinquième saison (12 épisodes) a été diffusée du 12 novembre 2020 au 18 février 2021 sur RMC Découverte,.
Elle a établi un record d'audience pour l'émission avec 594 000 téléspectateurs en moyenne[source insuffisante].

#### Invités
- Boris Bracq (épisode 1, Mercedes 230 SL « Pagode »)
- François Delecour (épisode 3, Ford Sierra Cosworth)
- Ari Vatanen (épisode 9, BMW 2002 Turbo)

| Première diffusion | Constructeur  | Modèle             | Pays |
| ------------------ | ------------- | ------------------ | ---- |
| 12 novembre 2020   | Mercedes-Benz | SL W113 (Pagode)   |      |
| 12 novembre 2020   | Renault       | 5 Turbo            |      |
| 19 novembre 2020   | Ford          | Sierra Cosworth    |      |
| 19 novembre 2020   | Peugeot       | 301                |      |
| 26 novembre 2020   | Ford          | T                  |      |
| 26 novembre 2020   | GMC           | Sierra             |      |
| 3 décembre 2020    | Simca         | 1000 Coupé Bertone |      |
| 10 décembre 2020   | Citroën       | Type H             |      |
| 17 décembre 2020   | BMW           | 2002 Turbo         |      |
| 4 février 2021     | Ferrari       | 348                |      |
| 11 février 2021    | Peugeot       | P4                 |      |
| 18 février 2021    | Datsun        | 240Z               |      |

### Saison 6
La sixième saison (14 épisodes) a été diffusée en deux parties, du 3 février 2022 au 7 avril 2022 puis du 6 septembre 2022 au 27 septembre 2022 sur RMC Découverte.

Émission du 17 mars : Chevrolet Nova de 1970. Contrairement aux émissions précédentes, cette voiture n'a pas été achetée, mais juste un budget de 5 000 € pour quelques modifications.
| Première diffusion | Constructeur | Modèle           | Pays |
| ------------------ | ------------ | ---------------- | ---- |
| 3 février 2022     | Simca        | Vedette Chambord |      |
| 10 février 2022    | Opel         | GT               |      |
| 17 février 2022    | Renault      | Estafette        |      |
| 24 février 2022    | Fiat         | X1/9 Bertone     |      |
| 3 mars 2022        | Jaguar       | XK8              |      |
| 10 mars 2022       | Renault      | 21 Turbo         |      |
| 17 mars 2022       | Chevrolet    | Nova             |      |
| 24 mars 2022       | BMW          | Z3               |      |
| 31 mars 2022       | Matra        | Rancho           |      |
| 7 avril 2022       | Renault      | Twingo I         |      |
| 6 septembre 2022   | Rolls-Royce  | Silver Dawn      |      |
| 13 septembre 2022  | Renault      | Spider           |      |
| 20 septembre 2022  | Honda        | CRX              |      |
| 27 septembre 2022  | Marcadier    | Formule 2        |      |

### Saison 7
La septième saison (14 épisodes) a été diffusée du 4 octobre 2022 au 29 mai 2023 sur RMC Découverte.
| Première diffusion | Constructeur  | Modèle                  | Pays |
| ------------------ | ------------- | ----------------------- | ---- |
| 29 septembre 2022  | BMW           | M3 E30                  |      |
| 4 octobre 2022     | Ford          | Thunderbird             |      |
| 11 octobre 2022    | Lotus         | Elise                   |      |
| 17 octobre 2022    | Jeep          | Cherokee                |      |
| 25 octobre 2022    | Mercedes-Benz | 500 SL                  |      |
| 8 novembre 2022    | Matra         | 530                     |      |
| 15 novembre 2022   | Porsche       | 218 Standard (tracteur) |      |
| 22 novembre 2022   | Mercedes-Benz | Classe G                |      |
| 29 novembre 2022   | Talbot        | Sunbeam Lotus           |      |
| 6 décembre 2022    | Porsche       | Cayenne                 |      |
| 13 décembre 2022   | Peugeot       | 206 S16                 |      |
| 15 mai 2023        | Hummer        | H1                      |      |
| 22 mai 2023        | Peugeot       | 403 Cabriolet           |      |
| 29 mai 2023        | Citroën       | Visa Chrono             |      |

### Saison 8
La huitième saison (16 épisodes) a été diffusée le 5 septembre 2023 sur RMC Découverte.
|                    |                     |                      |      |
| Première diffusion | Constructeur        | Modèle               | Pays |
| 5 septembre 2023   | Lamborghini         | Gallardo             |      |
| 12 septembre 2023  | Matra               | Bagheera             |      |
| 19 septembre 2023  | Marcadier           | Barzoï               |      |
| 26 septembre 2023  | Audi                | TT (Mk1)             |      |
| 3 octobre 2023     | Peugeot             | 405 Mi16             |      |
| 10 octobre 2023    | Porsche             | 911 (996) Carrera 4S |      |
| 17 octobre 2023    | Jaguar              | XK150                |      |
| 24 octobre 2023    | Saviem              | TP3                  |      |
| 31 octobre 2023    | Massey Ferguson     | 35 (tracteur)        |      |
| 7 novembre 2023    | BMW                 | M5 (E60)             |      |
| 14 novembre 2023   | Fiat                | 500 (Retrofit)       |      |
| 20 novembre 2023   | Renault             | 5 Alpine Turbo       |      |
| 28 novembre 2023   | Automobiles Martini | Formule Martini      |      |
| 4 décembre 2023    | Volkswagen          | Golf III VR6         |      |
| 19 février 2024    | Peugeot             | 205 Rallye           |      |
| 26 février 2024    | Renault             | Mégane 2 RS R26-R    |      |

### Saison 9
La neuvième saison (16 épisodes) est diffusée depuis le 2 septembre 2024 sur RMC Découverte.
|     |                    |              |                            |      |
| Ep. | Première diffusion | Constructeur | Modèle                     | Pays |
| 1   | 2 septembre 2024   | BMW          | 323ti Compact              |      |
| 2   | 16 septembre 2024  | Renault      | Clio V6                    |      |
| 3   | 23 septembre 2024  | Ferrari      | 355 Berlinetta             |      |
| 4   | 30 septembre 2024  | Peugeot      | 205 CJ                     |      |
| 5   | 7 octobre 2024     | BMW          | M3 E46                     |      |
| 6   | 21 octobre 2024    | Peugeot      | 309 GTI                    |      |
| 7   | 28 octobre 2024    | Alpine       | A310 1600                  |      |
| 8   | 4 novembre 2024    | Peugeot      | 106 Rallye                 |      |
| 9   | 11 novembre 2024   | Aston Martin | DBS Vantage (1969)         |      |
| 10  | 18 novembre 2024   | Renault      | Laguna                     |      |
| 11  | 25 novembre 2024   | Lincoln      | Limousine Lincoln Town Car |      |
| 12  | 2 décembre 2024    | Renault      | Renault 19 16S             |      |
| 13  | 9 décembre 2024    | Audi         | RS6                        |      |
| 14  | 17 mars 2025       | Citroën      | BX Sport                   |      |
| 15  | 24 mars 2025       | Volkswagen   | 181                        |      |
| 16  | 31 mars 2025       | Peugeot      | 406 V6 Coupé               |      |